# Música modal
Música modal é música feita com o emprego dos modos. Esse tipo de música tem uma tonalidade e uma escala definidas, mas se diferencia da música tonal por não empregar as relações funcionais dessa música.

## História
Na Idade Média, mesmo com o surgimento do sistema tonal, a música modal permaneceu, sobretudo em manifestações populares e folclóricas, sendo utilizada também como "tempero" musical em composições tonais.
A partir do romantismo, foi retomado o interesse pela música modal na música de concerto. Diversos compositores desse período, como Johannes Brahms se utilizaram do modalismo em suas músicas. Os compositores impressionistas também se utilizaram da música modal em suas composições. Ainda na música de concerto, a música modal desponta com grande importância também na obra de compositores nacionalistas como Béla Bartok e Zoltán Kodály (Hungria); Guerra-Peixe, Radamés Gnattali e Villa-Lobos (Brasil).
Por apresentar uma tonalidade definida, a música modal não pode ser considerada atonal, visto que o termo música atonal designa um rompimento deliberado com o sistema tonal, iniciado sobretudo em fins do século XIX e início do século XX.
A Wikipédia italiana possui um verbete bastante extenso sobre música modal.
Em música, modo é um conjunto ordenado de intervalos musicais que define as relações hierárquicas entre os vários graus de uma escala correspondente. É falsa a ideia de que se deve utilizar o termo "modo" apenas com referência à música medieval e renascentista, e usar o termo tonalidade, quando se tratar da música mais recente.
A música modal, ainda hoje, é muito valorizada e nunca perdeu seu posto na expressão  musical popular de diversas culturas. Passou também por um grande reavivamento na música erudita, com os compositores de vertentes nacionalistas, nos séculos XIX e XX. 